# Энас, Сэм
Сэм Энас (англ. Sam Anas, греч. Σαμ Ανας; род. 1 июня 1993, Потомак, Мэриленд, США) — американский хоккейный нападающий, выступающий за минское «Динамо».
Родился в семье бывшего хоккейного вратаря, который после окончания карьеры начал заниматься бизнесом. Хоккеем Энас стал заниматься с самого детства. Из-за маленького роста его однажды исключили из школьной команды. До 2011 года играл в различных юниорских лига США своего возраста. В 2011 дебютировал в главной юниорской лиге США за «Янгстаун Фантомс», а в 2013 продолжил карьеру в студенческой лиге за хоккейную команду Квиннипэкского университета. В 2016 дебютировал в АХЛ в составе «Айова Уайлд». В АХЛ провел семь сезонов, однако ни разу не получал шанс в НХЛ. В одном из сезонов становился лучшим бомбардиром лиги, а в последнем своём сезоне в АХЛ стал обладателем Кубка Колдера. В 2023 году подписал контракт с минским «Динамо», которое выступает в КХЛ.

## Биография
Родился 1 июня 1993 года в общине Потомак, что находится в штате Мэриленд, США. Оба деда Сэма родились в Греции, а его родители свободно говорят по-гречески. Отец хоккеиста Питер также играл в хоккей на позиции вратаря за один из колледжей Канады, а также владеет небольшой маркетинговой и управляющей компанией. Он тренировал Сэма с 5 лет.
Мать Энаса Деме с 1985 года работала в следственном и прокурорском органах Федеральной комиссии по регулированию энергетики. Она начинала в качестве адвоката, затем стала начальником филиала, а впоследствии заняла должность старшего юрисконсульта по вопросам принудительного исполнения. В 1996 году у неё диагностировали рак. Родители приняли решение скрыть этот факт, так как не так давно от рака лёгких, почек и костей умер дед Сэма, отец Деме. Однако позже дети всё-таки узнали о болезни матери. Деме удавалось на время побеждать болезнь, однако она всё равно возвращалась. В августе 2020 года она умерла от рака груди.
Помимо Сэма в семье также росла его сестра Джорджия, которая занималась танцами и параллельно с учёбой в Тринити-колледже в Хартфорде играла в футбол.

## Спортивная карьера

### Юниорская карьера
Когда Сэм учился на первом курсе средней школы, он был таким маленьким, что его исключили из местной хоккейной команды. «Мы боимся за него, он такой маленький и опытный, но в следующем году он просто потерпит крушение со всеми этими большими парнями», — сказал тренер команды. Однако хоккеист не пал духом и продолжил играть в хоккей. В одном из интервью отец хоккеиста сказал, что ему приходилось играть против «парней, которые были на четыре-пять лет старше и весили на 70 фунтов больше». До 2011 года играл в различных юниорских лигах США своего возраста.
В 2011 году начал играть в Хоккейной лиге США за команду «Янгстаун Фантомс». В своём дебютном сезоне в главной юниорской лиге страны хоккеист в 51 игре забил 17 голов и отдал 17 результативных передач в регулярном чемпионате. В плей-офф того сезона Сэм за шесть матчей сумел отдать четыре результативные передачи. Следующий сезон стал ещё более успешным для хоккеиста: в 64 матчах регулярного чемпионата Энас сумел поразить ворота соперника 37 раз и отдать 26 результативных передач, а в плей-офф за 12 матчей забил три гола и отдал девять голевых передач.
В 2013 году продолжил свою карьеру в Национальной ассоциации студенческого спорта, выступая за хоккейную команду Квиннипэкского университета. За три сезона в студенческой лиге забил 69 голов и отдал 63 результативные передачи в 121 матче. Сезон 2015/2016 хоккеист выступал с повязкой альтернативного капитана. За время игры за Квиннипэкский университет не раз попадал в различные символические сборные лиги, а также признавался лучшим новичком в дебютном сезоне (премия Тима Тейлора и новичок года в конференции ECAC).

### Профессиональная карьера

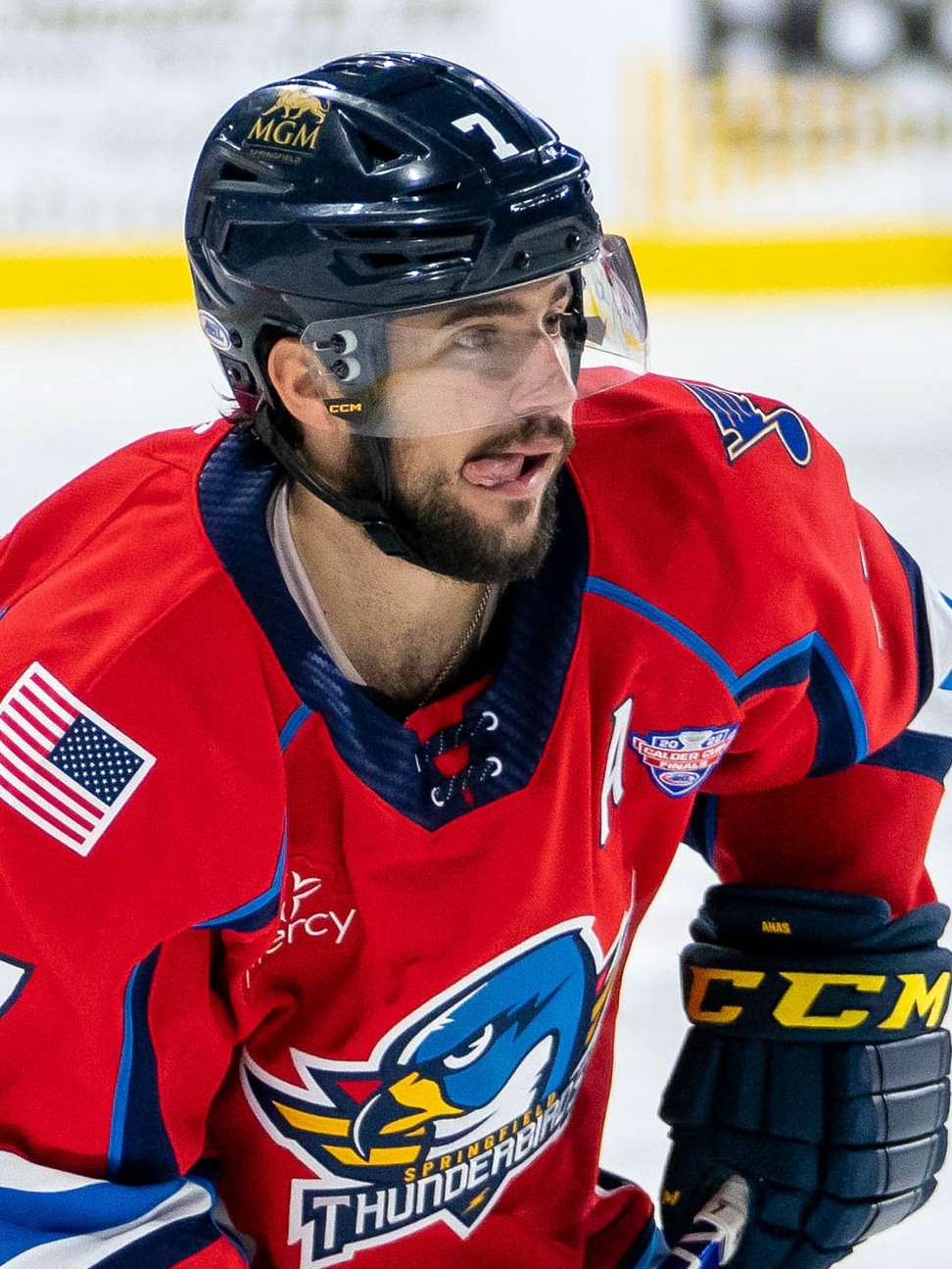
Сэм Энас в 2022 году в джерси «Спрингфилд Тандербёрдс»

15 апреля 2016 года подписал двухлетний двусторонний контракт с клубом «Миннесота Уайлд». После этого он принял решение покинуть последний курс университета и отдал предпочтение профессиональному хоккею. Последние три года хоккеист конкурировал с другими перспективными игроками в мини-лагерях НХЛ с «Вашингтон Кэпиталз», «Монреаль Канадиенс» и «Нью-Йорк Айлендерс». После подписания контракта с клубом НХЛ отправил в фарм-клуб «Айова Уайлд». По итогу, выступая за фарм-клуб «Айова Уайлд» на протяжении четырёх сезонов, Энас так и не получил шанс сыграть за основную команду. За эти четыре года хоккеист провел 259 матчей в регулярном чемпионате, в которых смог забить 72 гола и отдать 125 результативных передач. Последний сезон за «Айова Уайлд» стал для хоккеиста самым успешным в АХЛ: за 63 матча хоккеист заработал 70 очков. В том сезоне Энас также стал лучшим бомбардиром АХЛ и принял участие в матче всех звезд лиги. По итогу хоккеист ушёл из клуба как свободный агент.
C 2020 по 2023 продолжил выступать в АХЛ за различные клубы: «Ютика Кометс», «Спрингфилд Тандербёрдс» и «Херши Беарс». За эти три года хоккеист сыграл в 177 матчах (учитывая регулярный чемпионат и плей-офф), забил 45 голов и отдал 90 результативных передач. Джерси, в которой Энас играл за «Спрингфилд Тандербёрдс» в плей-офф АХЛ против «Чикаго Вулвз» находится в Зале хоккейной славы. В 2023 году вместе с «Херши Беарс» стал обладателем Кубка Колдера. Всего же в АХЛ игрок провел 447 матчей (учитывая регулярный чемпионат и плей-офф), забил 118 голов и отдал 221 результативную передачу. За время выступления в АХЛ ни разу не получил шанс дебютировать в НХЛ.
10 июля 2023 года стало известно, что Сэм Энас подписал контракт с минским «Динамо». После подписания контракта клуб написал про хоккеиста следующее:
Энаса характеризуют как талантливого хоккеиста с хорошей интуицией и видением площадки. Наделен высокой скоростью и прекрасным чувством шайбы. Сэм Энас – настоящий профессионал в своем деле, который обладает не только высокими спортивными качествами, но преданностью хоккею.

Всегда заметна его роль в атаке, когда он выходит на лёд. Проявляет голод к свободным шайбам и может сам протащить их к воротам. Не самый габаритный игрок, но не стесняется противостоять более крупным соперникам, чтобы создать возможность для своей команды. Очень точный бросок. Отлично пасует и мастерски владеет шайбой. Эффективно использует пространство, которое находит.
31 января 2024 года игрок продлил соглашение с «зубрами» до 2026 года. За первый сезон в КХЛ хоккеист провел 60 матчей в регулярном чемпионате, забросил 21 шайбу и отдал 25 результативных передачи. В плей-офф же за шесть матчей хоккеист заработал четыре очка (два гола и две голевые передачи). За эти 66 игр хоккеист в среднем проводил на льду 15 минут и стал лучшим бомбардиром команды. Также в сезоне 2023/2024 нападающий повторил клубный рекорд по продолжительности результативной серии (набирал очки в десяти матчах подряд), который принадлежал американцу Джо Павелски. Считается, что в сезоне 2024/2025 Энас будет одним из главных игроков команды.

## Статистика
| Легенда | Легенда                    | Легенда | Легенда                   | Легенда | Легенда    |
| ------- | -------------------------- | ------- | ------------------------- | ------- | ---------- |
| И       | Количество проведённых игр | Штр     | Штрафное время            | +/−     | Плюс-минус |
| Г       | Голы                       | П       | Голевые передачи          | О       | Очки       |
| -       | Статистика неизвестна      | —       | Статистика не учитывалась |         |            |

## Награды и достижения
| Награда                                      | Год(-а) | Примечания |
| -------------------------------------------- | ------- | ---------- |
| Студенческие лиги                            |         |            |
| Премия Тима Тейлора                          | 2013-14 | [ 3 ]      |
| Сборная новичков NCAA (ECAC)                 | 2013-14 | [ 3 ]      |
| Новичок года в конференции ECAC              | 2013-14 | [ 3 ]      |
| Вторая команда всех звезд NCAA (ECAC)        | 2013-14 | [ 3 ]      |
| Вторая хоккейная команда ЕСАС                | 2014-15 | [ 3 ]      |
| Вторая всеамериканская команда NCAA (Восток) | 2014-15 | [ 3 ]      |
| Первая всеамериканская команда NCAA (Восток) | 2015-16 | [ 3 ]      |
| Первая команда всех звезд NCAA (ECAC)        | 2015-16 | [ 3 ]      |
| Чемпион NCAA (ЕСАС)                          | 2015-16 | [ 3 ]      |
| АХЛ                                          |         | [ 3 ]      |
| Матч всех звезд лиги                         | 2020    | [ 3 ]      |
| Первая команда всех звезд                    | 2020    | [ 3 ]      |
| Трофей Джона Б. Солленбергера                | 2020    | [ 3 ]      |
| Мемориальная премия Фреда Т. Ханта           | 2022    | [ 3 ]      |
| Кубок Колдера                                | 2023    | [ 3 ]      |

## Личная жизнь
Женат. Свадьбу пара отпраздновала в июле 2023 года.